# Cameo (műhold)
A Cameo egy amerikai tudományos műhold.

## Küldetés
Tudományos műhold, felhasználója a hadsereg. Négy bárium és egy lítium csomagot tartalmazott. Feladata, hogy méréseivel tanulmányozhatóvá váljon a magnetoszféra-ionoszféra kölcsönhatása. Folyamatos műholdkövetés.

## Jellemzői
az Amerikai Egyesült Államok Légiereje (USAF) gyártotta és üzemeltette. Társ műholdja a NIMBUS–7 meteorológiai műhold.
Megnevezései:
- Cameo
- COSPAR:1978-098B
- Kódszáma: 11081.

1978. október 24-én a Vandenberg légitámaszpontról az LC–2W (LC–Launch Complex) jelű indítóállványról egy Delta(630/D145) hordozórakétával állították alacsony Föld körüli pályára (LEO = Low-Earth Orbit). Az orbitális egység pályája 104 perces, 99,63 fokos hajlásszögű, elliptikus pálya perigeuma 927 kilométer, az apogeuma 969 kilométer volt. Tömege 89 kilogramm.
A légkörbe történő belépésének ideje ismeretlen.